# Теректи (Коксуський район)
Теректи́ (каз. Теректі) — село у складі Коксуського району Жетисуської області Казахстану. Входить до складу Балпицького сільського округу.
У радянські часи село було частиною села Балпик-бі.
Населення — 1073 особи (2021; 1034 у 2009, 1066 у 1999).